# Mellowdrone
Mellowdrone je americká rocková hudební skupina z Los Angeles.

## Biografie
Mellowdrone je skupina tvořená zakládajícím členem Jonathanem Batesem, Tonym Dematteem a Brianem Borgem. Hudba této skupiny zahrnuje širokou škálu stylů od Lo-fi přes indie rock až po experimental. Písně skupiny Mellowdrone zazněly již v několika televizních seriálech, zahrnujíc Project Runway, Odpočívej v pokoji a Cane. Píseň s názvem "C'mon and try a little bit" zazněla v úvodní scéně filmu Driv3r. Song "Oh My," z alba Box je zahrnuta v soundtracku k počítačové hře FIFA 07. Písnička "Fashionably Uninvited" je součástí sondtracku k filmu z roku 2007 The Invisible. Song "Orange Marmalade" zazněl ve filmu z roku 2008 Never Back Down a také ve filmu Fling (také známém pod názvem Lie To Me). Píseň "Beautiful Day" zazněla v Project Gotham Racing 2. Song s názvem "Oh my" zazněl dále v populárním horrorovém filmu Prom Night. 

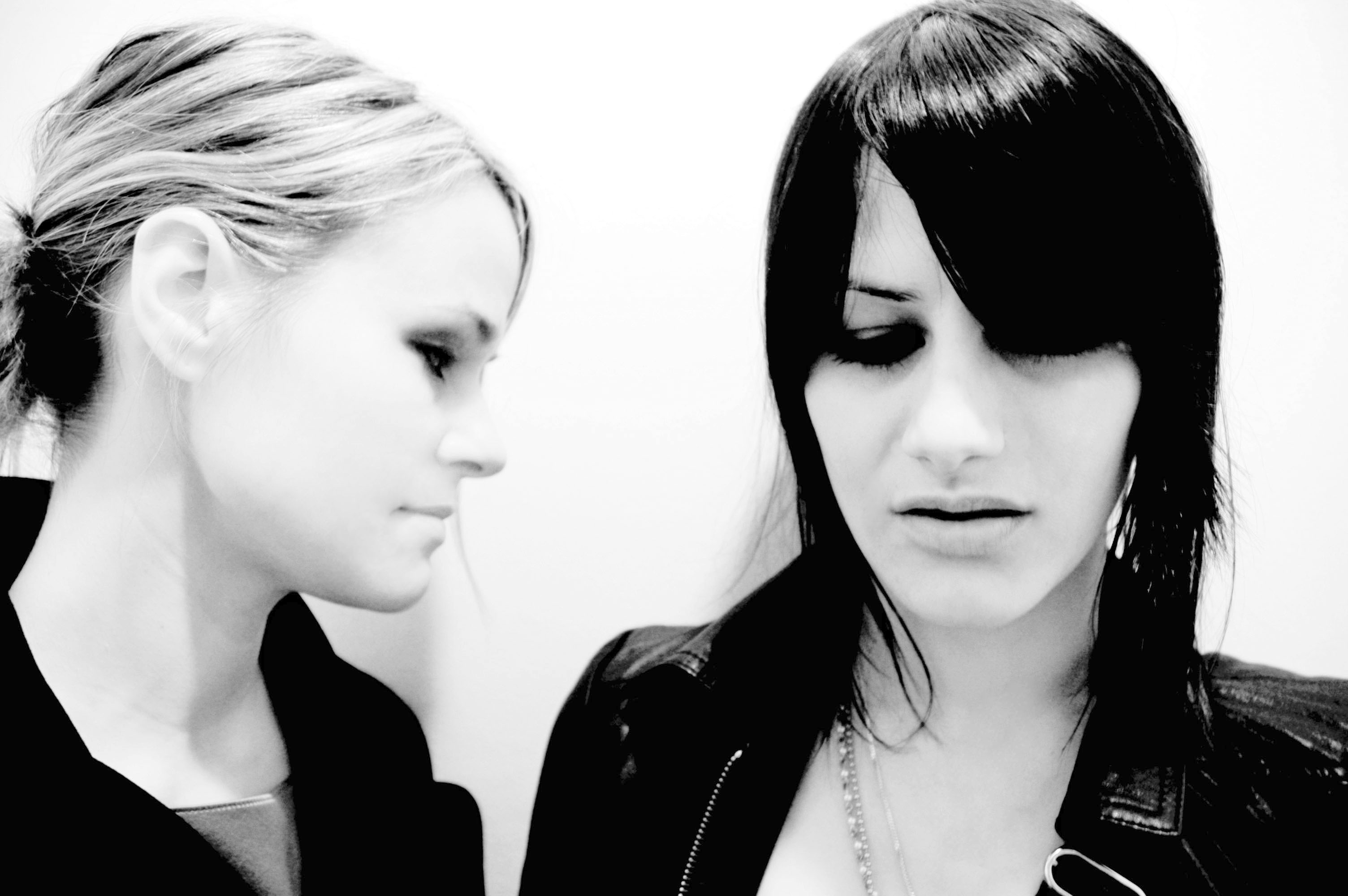
Uh Huh Her, Leisha Hailey a Camila Grey

Dřívější členka kapely Cami Gutierrez (AKA Cami Grey), nyní působí v elektropopové skupině Uh Huh Her.

## Diskografie

### ...Boredom Never Sounded So Sweet
- EP (1999)

1. [48-17-6]
2. Ride (Finish Me Off)
3. Bitelip
4. My First Love Song
5. Monsters
6. Justine
7. Spoiled Boy
8. Happy Together

### Glassblower
- EP (2001)
  1. Fall On Your Knees
  2. You And I
  3. Glassblower
  4. It All Makes Sense Now
  5. #3

### A Demonstration of Intellectual Property
- EP (2003)

1. Tinylittle
2. Fashionably Uninvited
3. And Repeat
4. No More Options
5. Ridealong
6. Beautiful Day
7. Bitelip

### Go Get 'em Tiger
- EP (2004)

1. Bonemarrow
2. Worst Song Ever
3. Motivation
4. I'm Too Young
5. Pretty Boy
6. Anglophile

### Box
- (2006)

1. C'Mon Try A Little Bit
2. Oh My
3. Four Leaf Clover
4. Fashionably Uninvited
5. Beautiful Day
6. Fuck It Man
7. Whatever The Deal
8. Madison
9. And Repeat
10. Orange Marmalade
11. Amazing
12. Bone Marrow
13. Limb To Limb

### Maquina 7"
- (2008)

1. Maquina
2. Machine (En Espanol)
3. Settle the Hum (B-Side)
4. Wouldn't Mind (B-Side)

### Angry Bear
- (2009)

1. Wherever You May Go
2. Elephant
3. Alone=In Your Face
4. Esmeralda
5. Big Winner
6. Sugar
7. Drinking Song
8. Lady in Her Underwear
9. Logged Hours
10. Button
11. Jumping Off the Pier
12. DMT